# 絕配殺手
是一部2003年美國喜劇片，由馬丁·布萊斯特執導、製片和編劇，班·艾佛列克、珍妮佛·羅培茲和賈斯汀·巴薩主演。電影於2003年8月1日在美國上映。講述賴瑞·基利（Larry Gigli，艾佛列克飾演）受犯罪老大指派綁架一位著名地區檢察官的兄弟。一位美麗女人（羅培茲飾演）被派去和他在一起，以確保他不會把工作搞砸。
因艾佛列克和羅培茲的相戀，讓電影在製作期間受到大眾關注。然而，電影上映後口碑不佳，並因極度差勁的票房表現而成為票房炸彈。此後，《絕配殺手》不僅被列入史上最差電影，同時埋葬了導演布萊斯特的電影事業。電影是金酸莓獎大熱門，共入圍了十項獎項。

## 演員
- 班·艾佛列克飾演賴瑞·基利（Larry Gigli）
- 珍妮佛·羅培茲飾演瑞奇／蘿雪兒（Ricki / Rochelle）
- 賈斯汀·巴薩飾演布萊恩（Brian）
- 萊妮·卡贊（英语：Lainie Kazan）飾演基利女士（Mrs. Gigli）
- 艾爾·帕西諾飾演史達克曼（Starkman）
- 蘭尼·凡尼東（英语：Lenny Venito）飾演路易士（Louis）
- 克里斯多夫·華肯飾演史丹利·雅各貝利斯警探（Detective Stanley Jacobellis）

## 外部連結
- 互联网电影数据库（IMDb）上《絕配殺手》的资料（英文）
- Box Office Mojo上《絕配殺手》的資料（英文）
- 豆瓣电影上《絕配殺手》的資料 （简体中文）
- 爛番茄上《絕配殺手》的資料（英文）
- Metacritic上《絕配殺手》的資料（英文）